# Tren Ligero de Abuya
El Tren Ligero de Abuya (en inglés, Abuja Rail Mass Transit, también conocido como Abuja Light Rail) es un sistema de transporte ferroviario ligero en Abuya, Nigeria. Fue inaugurado el 12 de julio de 2018 (abierta a los pasajeros la semana siguiente), con lo que se convirtió en el primer sistema de tránsito rápido en el país y en África occidental, y el segundo sistema de este tipo en África subsahariana después del Tren Ligero de Adís Abeba de Adís Abeba, en Etiopía.
Tiene una extensión de 45,2 kilómetros y consta de dos líneas: la línea 1 (Azul) de 17,89 km y la línea 3 (Amarilla) de 27,2 km.
Si bien el proyecto era de 1997, recién en mayo de 2007 se firmó el contrato de construcción con la empresa China Civil Engineering Construction Corporation (CCECC), que también se convirtió en la operadora de la red desde su inauguración, en julio de 2018.
En la primera fase del proyecto, la línea Azul conectó el centro de la ciudad con el Aeropuerto Internacional Nnamdi Azikiwe, con un intercambiador en la estación Idu con la línea Amarilla.
Poco después de un año de operaciones, el tren ligero de Abuya suspendió en 2020 sus operaciones por las restricciones debido a la pandemia de COVID-19 y reabrió a fines de mayo de 2024.